# Мотивирующее слово
Мотиви́рующее сло́во (также исходное слово, производящее слово, первичное слово) — слово с мотивирующей (производящей) основой (базой) — исходной формой для дальнейшего словообразования. Находится в отношениях словообразовательной мотивации с однокоренными мотивированными (производными) словами (является источником их мотивации).

## Отличия от мотивированного слова
Мотивирующее слово отличается от мотивированного (при различии лексических значений) меньшей формальной (фонематической) сложностью (например, слово бежать в сравнении со словом выбежать) и (при различии лексических значений и одинаковой формальной сложности) меньшей семантической сложностью (например, слово художник в сравнении со словом художница, значение которого определяется по первому слову в этой паре как «женщина-художник»). Если слова тождественны друг другу во всех компонентах, кроме грамматического значения части речи, мотивирующим словом является глагол в паре «глагол — имя существительное со значением действия, выраженного этим глаголом» («бежать» — «бег», «выходить» — «выход») и имя прилагательное в паре «имя прилагательное — имя существительное со значением признака, выраженного этим прилагательным» (белый — белизна, зелёный — зелень). Слова, не являющиеся стилистически нейтральными, не могут быть мотивирующими (если мотивированное слово стилистически нейтрально) вне зависимости от степени их формальной сложности.
В качестве дополнительных критериев отличий мотивирующего слова отмечают:
- для глаголов — наличие у мотивируемых ими слов (имён) морфемы, отсутствующей у глагола и отмечаемой в ряду других имён действия (резать — резка), наличие у мотивируемых имён такой же приставки, как у глагола при отсутствии у имён суффикса (доплатить — доплата), семантический признак для глаголов на -ить (ездить — езда), наличие у глаголов суффикса -а- (пускать — пуск), значение «издавания звука» у глаголов (хрипеть — хрип, шелестеть — шелест);
- для имени — наличие у мотивируемых ими слов (глаголов) формантов -ничать, -ствовать при отсутствии аффиксов, как у имён в парах типа резать — резка и доплатить — доплата (разврат — развратничать, пьянство — пьянствовать), а также наличие формантов -овать, -ировать, -изировать, -изовать при любых условиях (вражда — враждовать, ремонт — ремонтировать).

## В составе словообразовательных структур
Мотивирующее слово, находящееся в отношениях словообразовательной мотивации с тем или иным мотивированным словом, в свою очередь, может быть само мотивированным по отношению к другому слову, являясь тем самым звеном в словообразовательной цепочке. Например, в цепочке учить → учитель → учительница слово учитель — мотивирующее для слова учительница и одновременно мотивированное по отношению к слову учить. При этом мотивирующими в данной цепочке для одного мотивированного могут выступать несколько слов. Например, для слова накрахмалить мотивирующими являются как слово крахмалить, так и слово крахмал, а для слова преподавательский — как слово преподаватель, так и слово преподавать.
Всегда мотивирующим является слово, находящееся в вершине словообразовательной цепочки или словообразовательного гнезда (совокупности всех слов с тождественным корнем). Так, слово греть является исходным мотивирующим (немотивированным) словом для гнезда, включающего слова нагреть, нагревать, нагреваться, нагрев, нагреватель…; обогреть, обогревать, обогреваться, обогреватель и т. д.
Мотивирующее слово вместе с мотивированным образуют наименьшую единицу в системе словообразования — словообразовательную пару, которая является основой формирования словообразовательных цепочек, парадигм и гнёзд. Характерной особенностью отношений мотивирующих и мотивированных слов в паре являются незначительные формальные и семантические различия между ними.

## Образование мотивированных слов
Мотивирующее слово с мотивированными объединяет общая основа, называемая мотивирующей или производящей. В паре дом — домовой мотивирующей основой является дом-, в паре двор — дворник: двор-, в паре холод — холодный: холод-, в паре холодный — холодноватый: холодн-, в паре кот — котик: ко[т’]- (с учётом чередования [т] — [т’]). В ряде случаев у мотивированного слова имеется более одной мотивирующей основы, например, в слове землепроходец отмечаются мотивирующие основы зем[л’] и прохо[д’]. Отличаются мотивирующее и мотивированные слова наличием у последних словообразовательного форманта, например, суффикса (-ик — в паре кот — котик), префикса (по- — в паре мешать — помешать) или иного словообразовательного средства. При этом различие мотивирующего и мотивированных слов одним формантом называют непосредственной мотивацией, а двумя и более формантами — опосредствованной мотивацией. Например, слова крахмалить и накрахмалить связаны непосредственной мотивацией, так как различаются только префиксом на-, а слова крахмал и накрахмалить связаны опосредствованной мотивацией, поскольку различаются префиксом на- и суффиксом -и-. Мотивирующая основа или несколько основ представляют собой отсылочную часть мотивированного слова, которая отсылает его к источнику мотивации и сохраняет полнозначные единицы в его структуре, в то время как формантная часть служит выражению нового значения мотивированного слова по сравнению с мотивирующим.
Мотивированные слова образуются от мотивирующих основ при помощи аффиксации, словосложения, конверсии и других способов.